# Batizovská próba

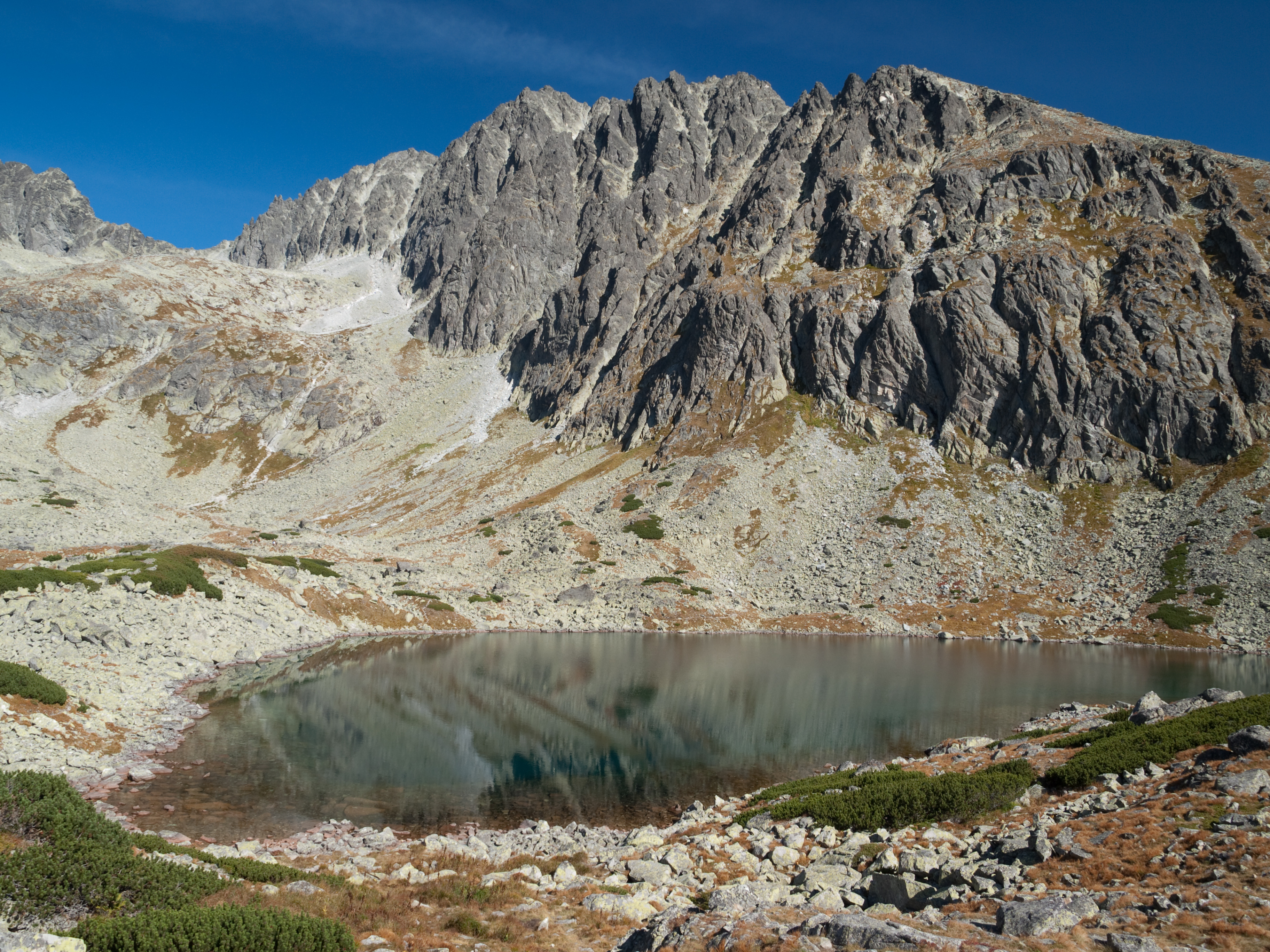
Gerlachovský štít s próbou z Batizovskej doliny

Batizovská próba (polsky Batyżowiecka Próba, německy Botzdorfer Probe, maďarsky Batizfalvi próba) je strmý dolní sráz Batizovského žlabu, který spadá z Batizovského průhybu v masivu Gerlachovského štítu do Batizovské doliny ve Vysokých Tatrách.
Dolní sráz žlabu je zajištěn umělými pomůckami, které pomáhají návštěvníkům Gerlachovského štítu při sestupu nebo výstupu na vrchol. Název próba (z něm. probe – zkoušet) vyjadřuje zkoušku horolezecké zdatnosti, kterou kdysi museli prokázat horolezci pokoušející se vystoupit na Gerlachovský štít.

## Historie
První výstup Batizovskou próbou uskutečnili horští vůdci Ján Pastrnák a Ján Ruman Driečny v roce 1875. První výstup přes Batizovskou próbu z Batizovské doliny na Zadný Gerlach uskutečnil v roce 1876 český horolezec Viktor Lorenc s horským vůdcem Jánem Rumanem Driečným. V roce 1877 zopakovali tento výstup, tentokrát na vrchol Gerlachovského štítu. První zimní přechod próbou z Gerlachovského štítu směrem do Batizovské doliny vykonal Janusz Chmielowski, Károly Jordán, Klemens Bachleda, Johann Franz st. a Paul Spitzkopf 15. ledna 1905.
Pět let po výstupu prvních horolezců umístil Uherský karpatský spolek do próby kovové kramle. Později byla natažena lana. V minulosti byla próba označena turistickými značkami, které dnes chybí. Sestup nebo výstup je možný pouze s horským vůdcem. Nepsaným pravidlem je, že na vrchol štítu se vystupuje Velickou próbou a z vrcholu se sestupuje Batizovskou próbou.[zdroj⁠?!]